# Фитингхофф, Лаура
Лаура Матильда Бернхардина Фитингхофф (швед. Laura Matilda Bernhardina Fitinghoff, урождённая Рунстен; 14 марта 1848, Соллефтео, Швеция — 17 августа 1908, Стоксунд, Дандерюд, Швеция) — шведская писательница. Печаталась под псевдонимом Эли Хейки.

## Биография
Лаура Фитингхофф была одной из пяти дочерей викария Бернхарда Рунстена и его второй жены Оттилии Матильды Катарины Лёфвандер. Сестра Лауры, Мальвина, впоследствии также стала писательницей. У Лауры также было трое братьев, которые умерли в младенчестве. Бернхард Рунстен сам учил своих дочерей христианству, латыни, литературе и астрономии. Лаура также получила образование в Королевской консерватории. Жена и дочери викария помогали ему заботиться о бедных. В течение зимы 1867—1868 года нищие ежедневно приходили к священнику за питанием и проживанием.
В 1871 году Лаура Рунстен вышла замуж за благородного оруженосца Конрада Фитингхоффа, от которого она родила троих детей, из которых выжил только первенец, дочь Роза. Спустя несколько экономически неспокойных лет супруги купили замок Экенсхольм и поселились там, но с 1885 они стали жить отдельно друг от друга. Лаура стала снимать квартиру в Стокгольме и жила на доходы от арендаторов. Она жила там со своей дочерью Розой Фитингхофф, своей матерью и сестрой. Она переехала в научно-культурный салон в столице, и была близким другом Артура Хазелиуса, с которой он консультировался прежде чем открыл Скансен и с которой он был знаком с юности. В 1892 году она стала вдовой. В связи отсутствием интереса с её стороны, её муж с ней больше не общался. С 1903 она жила на Вилле Фурулиден в Стоксунде.
Фитингхофф дебютировала как автор в 1885 году с книгой «Маленький мир в горах», повествующей о её детских воспоминаниях, которые она когда-то записывала для своей дочери Розы. Книга была издана с иллюстрациями Йенни Нюстрём и была весьма популярна. За роман «Весенний воздух» Фитингхофф получила Литературную премию Идун в 1891 году.
Лаура Фитингхофф писала романы, рассказы и детские книги. Она известна своей детской книгой «Дети из Фростмофьеллет» (1907), которая показывает жизнь семи сирот в конце 1860-х годов, которые в течение многих лет голодали и были вынуждены в одиночку отправиться на поиски лучшей жизни через горы и пустоши в компании козы. В предисловии к этой книге Лаура Фитингхофф пишет, что хотела написать книгу, которая расскажет не только о детях из богатых семей или истории, содержащие мораль; она хотела показать крестьянских детей не обделёнными умом и фантазией, а не скромными и забитыми детьми, ожидающими чужой милостыни. Книга проповедует спокойствие и религиозность. Фитингхофф планировала написать продолжение книги, чтобы описать жизнь детей в новом доме, но этот план остался нереализованным. По мотивам этой книги снимались фильмы.
Могила Лауры Фитингхофф находится на кладбище в Соллефтео.

### Фантастика
- Dyrköpt: nykterhetsskiss (1887)
- Gamla näset: Роман. (1895)
- I fjälluft: tidsbild från seklets midt (1899) upplagan med titeln I fjälluft eller Systrarna Furustams roman. (1911)
- Skisser och berättelser. Stockholm. (1901)
- Vid gränsen: Roman. Stockholm: Geber. (1906)
- Mellan tvenne makter: Roman. Stockholm: Åhlén & Åkerlund. (1916)
- Ovännen med flera betraktelser. Stockholm: Norstedt. (1916)
- Brittsommar : roman. Stockholm: Nordiska förlaget. (1917)
- Stella: Roman. Stockholm: Sv. andelsförl.. (1924) Bearbetad och utgiven av Rosa Fitinghoff.
- Född med märket: En roman från förra seklet. Uppsala: Lindblad. (1935)

### Книги для детей и молодёжи
- Маленький мир в горах: истории для детей. Иллюстрации — Йенни Нистрём. (1885)
- Taflor ur lifvet och naturen. Иллюстрации — Йенни Нистрём. (1886)
- Новая шведская детская библиотека: рассказы для детей. В соавторстве с Матильдой Ланглет. Иллюстрации — Йенни Нистрём. (1888)
- В розовом саду: история для детей. С рисунками Йенни Нистрём-Стоопендааль. (1890)
- I löfsprickningen: история для молодёжи. (1891). Книга была переиздана в 1912 под названием «Эрик и Сайма».
- Весенний воздух: история для молодёжи. (1892)
- Малыш Лапп-Натти и его приемные сестры: история для детей. Иллюстрации Хильма аф Клинт. (1904)
- Дети из Фростмофьеллет: история для детей и взрослых.(1907)
- В муравейнике. иллюстрации Э. Крузе. (1917)
- För många om rummet: sagor och berättelser (1926)

### Разное
- О воспитании: серьёзные разговоры. (1904)